# Louise Le Vavasseur
Louise Le Vavasseur est une illustratrice et peintre française née le 29 octobre 1891 à Bordeaux et morte le 23 juin 1974 à Bron.

## Biographie
Elle est issue d'une famille de négociants en vins de Bordeaux.
Elle épouse le peintre Willem van Hasselt le 7 mai 1921 et lui fait découvrir le bassin d'Arcachon . Ils ont deux filles, Ida et Anne-Marie (épouse de François Charmet).

## Œuvres
- Louise Le Vavasseur, Mad et Bob font du sport, Paris, Hachette, 1930 [5]
- Louise Le Vavasseur, Coucou !, Paris, libr. Delagrave, 1931[5]
- Louise Le Vavasseur, Nous voilà !, Paris, libr. Delagrave, 1931[5]
- François Mauriac, Ce qui était perdu ; bois originaux, Paris, J. Ferenczi et fils, 1934, collection Le Livre moderne illustré
- Louise Le Vavasseur, Récits d'histoire sainte, Tours, Mame, 1936[5]
- André Lichtenberger, Mon petit Trott, Paris, Albin Michel, sans date
- André Lichtenberger, La Petite sœur de Trott, Paris, Albin Michel, sans date
- André Lichtenberger, Mon petit Trott, librairie Gedalge 1952.